# Monogamie

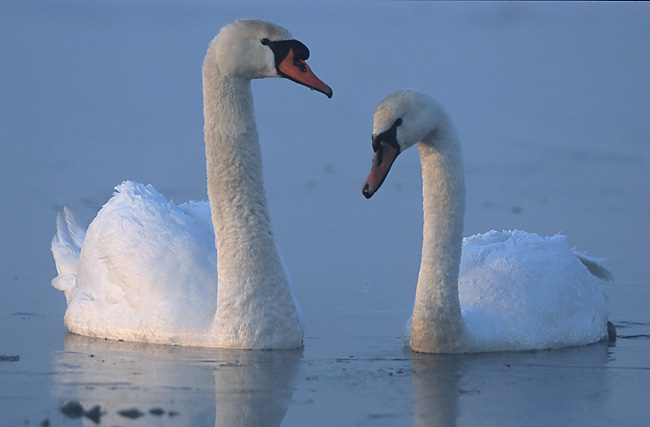
Bei Höckerschwänen kommt es zu einer lebenslangen Paarbindung.

Monogamie (von altgriechisch μόνος mónos „allein, einzig“ und γάμος gamos „Ehe“, deutsch „Einehe“) bezeichnet bei Tieren eine (lebenslange oder temporäre) exklusive Fortpflanzungsgemeinschaft zwischen zwei Individuen einer Art. Beim Menschen ist mit dem Paarungsverhalten nicht zwingend auch ein Versuch der Fortpflanzung verbunden, daher wird auch bei gleichgeschlechtlichen Lebenspartnerschaften von Monogamie gesprochen, sofern diese eine Treuebeziehung darstellen.
Das gegenteilige Verhaltensmuster zur Monogamie ist die Polygamie. Es kann auch nur einer der Partner weitere Sexualpartner haben, während sich der andere Partner monogam verhält.
Beim Menschen gehen monogame Sexualpartnerschaften oft in ebenso exklusive Liebesbeziehungen über. Dies wird manchmal als Monoamorie bezeichnet in Abgrenzung zur Polyamorie, wobei andersherum monoamore Menschen nicht zwingend monogam sein müssen.

## Biologische Betrachtungen
In der Biologie wird zwischen sozialer und sexueller Monogamie unterschieden. Bei sozialer Monogamie ziehen die Individuen als Paar die Jungtiere auf, können aber zusätzliche Sexualkontakte haben. Nur wenige Säugerarten leben zumindest in Phasen der Jungenaufzucht sozial monogam, aber mehr als 90 Prozent aller Vögel. Sexuell monogam sind 14 % der Vögel. Bei manchen Arten wie z. B. dem Grevyzebra wechseln Stuten nach der Geburt eines oder mehrerer Jungtiere für eine begrenzte Zeit vom polyandrischen zum monogamen Verhalten zu einem männlichen Artgenossen, der ein Territorium hat. Genetische Untersuchungen legen die Vermutung nahe, dass der Quastenflosser ein monogames Paarungsverhalten hat.
Sexuelle Konflikte können zu monogamen Verhalten führen, wenn es einem der Geschlechter gelingt, das Sexualverhalten des anderen Geschlechts einzuschränken und ein monoandrisches bzw. monogynes Verhalten zu erzwingen.
Die Größe der Hoden und Menge erzeugten Spermas wird oft in Verbindung mit Paarungssystemen gebracht. Bei Vogelarten, die in Kolonien brüten oder bei denen sich das Männchen nicht an der Jungenaufzucht beteiligt, sind die Hoden größer als bei solitär brütenden Arten. Untersuchungen an z. B. Onthophagus taurus und Drosophila melanogaster zeigen, dass durch Monogamie Hoden bzw. Spermatogenese in der Generationsfolge verkleinert wird. Auch Primatenarten, die durch polyandrisches Verhalten der Spermienkonkurrenz unterliegen, produzieren größere Mengen Spermien und besitzen relativ zur Körpermasse größere Hoden als polygyne Arten.
Nach einer Hypothese verhindert bei Säugetieren und Vögeln der weibliche Fortpflanzungstrakt u. a. durch den vaginalen pH-Wert die Befruchtung durch nicht ausreichend fitte Männchen.

### Ressourcen
In Neuseeland untersuchte Weibchen der Rotschnabelmöwe verhalten sich monogam, wenn sie während der Werbung vom Männchen gut mit Futter versorgt wurden, und verpaaren sich im folgenden Jahr dann auch wieder mit dem gleichen Männchen. Schlecht versorgte Weibchen verlassen das Männchen bzw. akzeptieren oder bieten sich für weitere Kopulationen an. Bei Murmeltieren verhält sich das Männchen monogam und investiert in den Nachwuchs, wenn das Territorium klein und isoliert ist. Andernfalls versucht das Männchen weitere Kopulationen. Unter den Paradiesvögeln ist der Manucodia keraudrenii wegen seiner Spezialisierung auf wenig nahrhafte Früchte monogam und beide Eltern beteiligen sich an der Jungenaufzucht. Der Fortpflanzungserfolg bei in Nord-England untersuchten Kiebitzen korreliert für die Männchen mit dem Territorium. Polygyne Männchen zeugen durchschnittlich 58 % bis 100 % mehr Junge als monogame Männchen, während sich der Fortpflanzungserfolg zwischen polygynen und monogamen Weibchen nicht wesentlich unterscheidet.

### Gemeinsame Jungenaufzucht
Verhaltensbiologen stellen das Postulat auf, dass eine Korrelation zwischen dem Aufwand an elterlicher Fürsorge für den Nachwuchs und der Intensität der Partnerbindung besteht. Danach steigt die Wahrscheinlichkeit für sozial monogames Verhalten mit dem notwendigen zu erbringenden elterlichen Aufwand für die Jungenaufzucht. Unter Nestflüchtern soll Monogamie weniger verbreitet sein als unter Nesthockern. Genetische Studien über sozial monogam lebende Vögel zeigen, dass ein erheblicher Teil der Jungtiere nicht vom Männchen gezeugt wurde, das sich in scheinbar fester Paarbindung um „seinen“ Nachwuchs kümmert. Gemeinsame Jungenaufzucht bedeutet daher nicht, dass ein Paar ausschließlich miteinander Sexualkontakte hat. Ein Zusammenhang zwischen Monogamie und einer gemeinsamen Aufzucht des Nachwuchses ist empirisch nicht belegt.
Nach einigen Evolutionsbiologen wird die Partnerwahl durch die gesamte Investitionen der Eltern in Zeugung, Geburt und Pflege des Nachwuchses bestimmt. Danach verhält sich das Geschlecht mit der größeren Investition bei der Partnerwahl wählerischer, ist aber in dieser Wahl auch eingeschränkter. Nach der „Differential Allocation“ Hypothese sollte die Investition der Eltern in die Nachkommen von der wahrgenommenen Attraktivität des Partners abhängen. Nach einer weiteren Hypothese sollten attraktive Männchen mit vielen „Extra-Pair“-Kopulationen (EPC) weniger in die Jungenaufzucht investieren. Danach wären Weibchen mit unattraktiven Männchen für EPCs empfänglich, was bei Vögeln empirisch gestützt wird. Bei z. B. der Blaumeise ist die väterliche Investition in die Jungenaufzucht vom Körperschmuck des Weibchens abhängig, und vor allem junge Weibchen investieren mehr in die Aufzucht, wenn die Jungen von einem attraktiven Männchen abstammen. Bei Blaumeisen und Zebrafinken investieren unattraktive Männchen mehr in die Jungenaufzucht als attraktive. Insgesamt fand sich, dass attraktive Männchen eine weniger wichtige Rolle bei der Jungenaufzucht bei Vögeln spielen, wenn EPCs verbreitet sind. Andererseits leisten attraktive Männchen bei z. B. Turmfalken als bessere Jäger einen größeren direkten Beitrag zur Jungenaufzucht als unattraktive Männchen.
Die Männchen der Heckenbraunelle beteiligen sich an der Aufzucht der Jungen eines Weibchens in Abhängigkeit ihrer möglichen Vaterschaft.

### „Mate-Guarding“-Hypothese
Nach der „Mate-Guarding“-Hypothese können sich Risiken und der Aufwand einer Partner-Bewachung als Gewinn in der Reproduktion auswirken. Durch unterschiedliche Ziele der Geschlechter bei der Fortpflanzung ergeben sich unterschiedliche Strategien der Partner-Bewachung.

#### Weibliche Strategien

##### Aggressivität
Die innerartliche Aggressivität von Weibchen während der Brutzeit kann verschiedene Funktionen haben, wie z. B. Monopolisierung vorhandener Ressourcen, Abwehr eines innerartlichen Brutparasitismus oder Verteidigung des Paarungsstatus. Untersuchungen zeigen, dass die Monogamie bei manchen Vogelarten auch durch Aggressivität der Weibchen gegenüber anderen Weibchen verursacht wird. So vertreiben die Weibchen des europäischen Stars, des Haussperlings und des Fliegenschnäppers aggressiv andere Weibchen aus ihrer Nähe, die sich noch nicht verpaart haben. Dabei sind die Weibchen des europäischen Stars in der Zeit der Werbung aggressiver, aber auch wenn das Männchen Zugang zu einem weiteren Nest hat, mit dem es ein zweites Weibchen zur Paarung anlocken kann. Mit diesem Verhalten scheinen sich die Weibchen den ungeteilten Beitrag des Männchens zur Jungenaufzucht zu sichern. Bei anderen Arten wie z. B. dem Moorschneehuhn oder Raufußhuhn, bei denen die Männchen keinen Beitrag zur Jungenaufzucht leisten, scheinen sich damit die Weibchen begrenzte Nahrungsressourcen für ihren Nachwuchs zu sichern.
Auch beim Gemeinen Seitenfleckleguan verhindert die Aggressivität der Weibchen in ihrem Revier, dass ein Männchen mehr als ein Weibchen monopolisieren kann. Bei Säugetieren verhalten sich z. B. die Weibchen der Paviane aggressiv gegenüber den Weibchen, die Interesse an ihrem Männchen zeigen oder an denen das Männchen Interesse zeigt. Bei anderen sozial organisierten Säugetieren wie den Afrikanischen Wildhunden, Wölfen und Schakalen verhindert weibliche Aggressivität die Schwangerschaft von rangniederen Weibchen. Das Alpha-Männchen dieser Tiere lebt daher sozial polygyn, aber monogam bezüglich der Fortpflanzung.
Die Weibchen des Totengräbers Nicrophorus defodiens, eines Käfers, verhalten sich aggressiv gegenüber ihrem Männchen und attackieren es z. B. mit Bissen, sobald es mit Pheromonen weitere Weibchen zur Kopulation anlockt, deren Eier dann im gleichen Leichnam platziert würden.

##### Partner-Bewachung
Nach der „Mate-Guarding“-Hypothese sollten Weibchen Sex-Dienste zur Kontrolle über das Paarungsverhaltens des Männchens anbieten, wenn die Gefahr besteht, dass es sich mit einem anderen Weibchen verpaaren möchte. Diese Form der Bewachung findet sich allerdings kaum bei sozial monogamen Arten.
Beim europäischen Star bieten sich manche Weibchen ihrem Männchen pro Stunde wiederholt zur Kopulation an, z. B. wenn das Männchen versucht mit seinem Gesang ein weiteres Weibchen anzulocken. Diese Verhalten praktizieren Weibchen bis zu vier Tage, nachdem die Jungen geschlüpft sind, was als weibliche Kontrolle über das Paarungsverhalten des Männchens interpretiert werden kann. Bei der Blaumeise bewachen Weibchen ein Männchen in Abhängigkeit seiner Attraktivität. Auch bei manchen Säugetieren, wie z. B. den Dikdiks, scheint sich Monogamie aus der Partner-Bewachung entwickelt zu haben.
Übermäßig häufige Kopulationen z. B. bei Löwen, Turmfalken oder bei den monogamen Stachelschweinen werden vom Weibchen initiiert. Als klassische Erklärung für dieses Verhalten wird eine Stärkung der Paar-Bindung gesehen. In einer neueren Sicht scheinen Weibchen über die sexuelle Leistung auch die Vitalität und Gesundheit des Männchens zu beurteilen.

#### Männliche Strategien

##### Aggressivität
Die Männchen z. B. des Berghüttensängers verhalten sich aggressiv gegen Nebenbuhler und wenden sich dann auch gegen das Weibchen, mitunter bis es das Nest verlässt. Bei Stockenten kann es zu erzwungener Paarung durch ein oder mehrere Männchen kommen. In diesem Fall reagiert der Partner der Stockente aggressiv gegen den oder die „Vergewaltiger“ und versucht unmittelbar danach mit seiner Partnerin zu kopulieren.

##### Partner-Bewachung
Nach der „Mate-Guarding Hypothesis“ sollten Männchen ihre Weibchen besonders in der Zeit der Fruchtbarkeit bewachen um die Wahrscheinlichkeit ihrer Vaterschaft zu erhöhen. Eine erfolgreiche Partner-Bewachung reduziert die Kosten für die Produktion von Ejakulat, die limitiert und im Gegensatz zur früheren Sichtweise nicht kostenlos ist.
Unattraktive Männchen z. B. der Blaukehlchen investieren mehr in die Partner-Bewachung und umwerben weniger andere Weibchen als attraktive Männchen.
Die Männchen von z. B. Nagetieren, Mangusten, Huftieren und Primaten bewachen das Weibchen nach der Kopulation und hindern andere Männchen durch Anzeige des Besitzanspruchs oder mit Gewalt an der Kopulation mit dem Weibchen. Bei manchen Arten paart sich das Männchen wiederholt mit dem Weibchen und erhöht damit die Wahrscheinlichkeit seiner Vaterschaft. Bei den Rauchschwalben bewacht ein Männchen das Weibchen besonders in der Zeit ihrer Fruchtbarkeit. Wenn eine weibliche Rauchschwalbe das Nest während der Eiablage alleine verlässt, gibt das Männchen häufig einen Warnruf, wodurch die Schwalben in der Nähe die Flucht ergreifen und oft eine „Extra-Pair“-Kopulation verhindert wird. Das Weibchen der Spinne Linyphia litigiosa lockt Männchen mit Pheromonen an, die von ihrem Netz verströmt werden. Nach der Paarung zerstört das Männchen das Netz und reduziert so die Wahrscheinlichkeit für Rivalen den Weg zum Weibchen zu finden.
Bei einigen Arten, wie z. B. Tölpeln, werfen die Männchen das erste Ei aus dem Nest, wenn die Vaterschaft zweifelhaft ist.

##### Mating Plug
Mit einem „Mating Plug“ (auch „Copulation Plug“, „Sperm Plug“, „Vaginal Plug“ oder Sphragis) verschließen die Männchen z. B. einiger Insekten, Eidechsen, Spinnen- und Säugetiere nach der Kopulation die weibliche Kloake bzw. Vagina, um weitere Kopulationen des Weibchens zu verhindern. Z. B. bei den Strumpfbandnattern, Skorpionen und Dörrobstmotten verschließt das Männchen nach der Kopulation die weibliche Kloake mit einem gallertartigen Pfropfen. Bei Hummeln enthält der Pfropfen zudem Linolsäure, die die Weibchen tendenziell von weiteren Kopulationen abhält.

### Genetische Untersuchungen monogamen Verhaltens
Eine Gruppe von US-amerikanischen Neurobiologen untersuchte die genetischen Grundlagen monogamem Verhaltens bei Wühlmäusen und publizierte 2004 die Ergebnisse in der Fachzeitschrift Nature. Die Forscher hatten zwei nahe verwandte Arten der Wühlmaus untersucht, die Wiesenwühlmaus (Microtus pennsylvanicus) und die Präriewühlmaus (Microtus ochrogaster). Die Männchen der Wiesenwühlmaus leben einzelgängerisch und polygam, während die Männchen der Präriewühlmaus in der Natur in einer lebenslangen Brutpflegegemeinschaft leben, die jedoch nicht immer sexuell exklusiv ist. Die Forscher fanden einen neurophysiologischen Unterschied bei den Männchen beider Arten. Die monogam lebenden Präriewühlmäuse hatten deutlich mehr Rezeptoren für Vasopressin als die Wiesenwühlmäuse. Die Forscher isolierten das Gen, das für die Herstellung des Vasopressin-Rezeptors verantwortlich ist, und schleusten es ins Vorderhirn von Männchen der polygamen Art ein. Das Ergebnis beschrieben die Autoren als „we substantially increase partner preference formation“ („wir erhöhen wesentlich die Ausbildung eines Paarbildungsverhaltens“). Ein einziges Gen könne also komplexes Sozialverhalten beeinflussen und daher eine Erklärung dafür sein, dass sich das Sozialverhalten im Verlauf der Stammesgeschichte gelegentlich relativ rasch zu ändern scheint. Larry Young, einer der Autoren der Studie, wies darauf hin, dass eine Übertragung der Ergebnisse auf menschliches Verhalten nicht möglich ist, weil die Anordnung der Vasopressin-Rezeptoren im Gehirn von Menschen nicht mit der bei Wühlmäusen vergleichbar ist.
Der Populationsgenetiker Gerald Heckel vom Zoologischen Institut der Universität Bern wies im Juli 2006 nach, dass keineswegs allein das von den US-Forschern identifizierte Gen für das monogame Verhalten der Mäuse verantwortlich sein kann. Der Berner Forscher analysierte die DNA von 25 Mausarten und entdeckte die monogame Variante des so genannten „Treue-Gens“ in allen untersuchten Tierarten, außer in der erwähnten polygamen Mausart sowie in einer weiteren, gleichfalls polygamen Mausart. Gleichwohl leben fast alle der untersuchten Arten trotz vorhandenem „Treue-Gen“ polygam. Demnach kann kein allgemeiner Zusammenhang zwischen genetischen und sozialen Verhaltensmustern und dem Fehlen oder Vorhandensein bestimmter, natürlicher Varianten des „Treue-Gens“ existieren. In einer Pressemitteilung der Universität Bern erläuterte Heckel, dass die Ergebnisse seiner Studie zeigten, „dass Monogamie bei Säugetieren unabhängig von der geringfügigen Veränderung nur dieses einzigen Gens entstand: Die simple genetische Programmierung eines so komplexen und wichtigen Verhaltens wie des Paarungsverhaltens ist sehr unwahrscheinlich.“ Ein genetisch starr programmiertes Paarungsverhalten wäre zudem „sicherlich von Nachteil für Organismen wie Nagetiere, die stark variierende Populationsdichten aufweisen und ihre Fortpflanzungsstrategie ständig an wechselnde Bedingungen anpassen müssen.“ Im Jahr 2019 wurden 24 neue Kandidaten-Gene beschrieben, die in vier monogamen Klassen der Wirbeltiere (Säugetiere, Vögel, Amphibien, Fische) hochreguliert sind.

### Sexualhormone
Forschungen insbesondere an der Präriewühlmaus (Microtus ochrogaster) (und anderen Feldmäusen) als Modellorganismus erwiesen eine wesentliche Beteiligung der Peptidhormone Oxytocin und Vasopressin an der monogamen sozialen Paarbindung bei diesen Arten. Entgegen der damals vorherrschenden Theorie war dabei überraschend, dass diese anscheinend unabhängig von der Auswahl der Paarungspartner stabil bleibt, also soziale Monogamie und sexuelle Monogamie nicht miteinander gekoppelt sind. Beispielsweise erwies es sich, dass die Dichte von Oxytocin-Rezeptoren im Nucleus accumbens im Gehirn einen Einfluss auf die Ausprägung sozialen monogamen Verhaltens aufweist. Überexpression, etwa durch Virusinfektion, kann ein gegenüber dem arttypischen Verhalten gesteigertes oder vermindertes Ausmaß an monogamem sozialem Verhalten bewirken. Spätere Forschungen ergaben dann auch Beteiligung von Steroidhormonen, insbesondere Östradiol. Die an Nagetierarten erzielten Ergebnisse konnten später bei anderen Tiergruppen reproduziert werden, darunter auch Primaten, wobei jede Art ihr eigenes Muster aufweist.
Soziale Monogamie ist diesen Ergebnissen zufolge durch folgende Faktoren gekennzeichnet: selektive soziale Interaktion mit genau einem Partner des anderen Geschlechts, der gleichzeitig Paarungspartner sein kann oder auch nicht; aggressives Verhalten gegenüber fremden, nicht zum Familienverband gehörenden Individuen; Versorgung des Nachwuchses durch beide Partner; Zusammenleben mit diesem in Familiengruppen; Versorgung von Jungtieren im eigenen Nest auch unabhängig von der Elternschaft. Die Kombination dieser Merkmale als sozial monogames Verhalten ist offenbar evolutiv zahlreiche Male (etwa fünfzig Mal) bei zahlreichen nicht miteinander verwandten Säugetierarten entstanden. Als Mechanismus sind Variationen im Spiegel der genannten Hormone, oder der Dichte ihrer Rezeptoren, wahrscheinlich.
Vorläufige Ergebnisse deuten darauf hin, dass diese Hormone auch an der Entstehung und Ausprägung des menschlichen sozial monogamen Verhaltens beteiligt sind. Dies betrifft etwa die Annäherung an andere mögliche Sexualpartner oder das Ausmaß an Vertrauen untereinander.

## Monogamie bei Säugetieren
Monogamie ist unter Säugerarten mit zirka 3 % bis 5 % wenig verbreitet. Zu den monogamen Säugetieren zählen u. a. einige Fledermaus-Arten, wenige Maus- und Ratten-Arten, mehrere Nagetiere in Südamerika (z. B. Agutis, Pakas, Acouchis und Pampashasen), einige Seehund-Arten, der Riesenotter, der Kanadische Biber, einige afrikanische Antilopen-Arten (z. B. Ducker, Dikdiks oder Klippspringer) sowie einige Primaten, darunter Gibbons sowie einige Neuweltaffen (z. B. Marmosetten und Tamarine).
Nach Einschätzung der Evolutionsbiologen und Ethologen van Schaik und Dunbar hat sich Monogamie, wie sie etwa bei Gibbons, Marmosetten und Tamarinen vorkommt, als Schutz vor Infantizid, der Tötung der Jungen eines Weibchens durch deren neuen Sexualpartner, herausgebildet. Auch der Mensch könnte sich durch die Etablierung monogamer Lebensweisen vor Infantizid geschützt haben.
Monogamie ist ca. 14 der rund 200 bzw. 10 % bis 15 % der Primatenarten zugeschrieben worden. Nach jüngeren Untersuchungen von Fuentes findet sich rein monogames Verhalten bei sieben Primatenarten und ist daher mit 3 % ebenso wenig verbreitet wie unter anderen Säugerarten. Auch bei Gibbons sind inzwischen Seitensprünge bei Männchen und Weibchen beobachtet worden, so beim Weißhandgibbon. Da es hierbei jedoch primär eine Paarbeziehung gibt und so das Männchen nicht wissen kann, ob ein Kind von einem anderen ist, so ist dieses trotzdem vor Infantizid geschützt. Man unterscheidet dabei zwei Arten von monogamem Verhalten; bei dem sich das Männchen direkt an der Betreuung der Jungen oder indirekt durch die Verteidigung des Territoriums beteiligt. Jedoch sind Primaten der ersten Gruppe gelegentlich polyandrisch und Primaten der zweiten Gruppe gelegentlich polygyn. Über den Südlichen Rotkehl-Nachtaffen (Aotus azarae) wurde im Jahr 2014 berichtet, dass er „tatsächlich hundertprozentig treu zu sein scheint“: „Biologen konnten zeigen, dass alle 35 untersuchten Jungtiere tatsächlich von den Eltern abstammen, die sie auch aufziehen.“

### Monogamie beim Menschen
Verliebtheit ist beim Menschen hormonell auf etwa 1–3 Jahre begrenzt. Diese biologische Tatsache führt neben weiteren zur verbreiteten Ansicht, dass der Mensch von Natur aus nicht streng monogam, sondern allenfalls „seriell monogam“ ist (siehe unten). Vor allem durch Erkenntnisse der Anthropologie und der Sozialwissenschaften gehen Teile der Wissenschaft aber sogar von Polygamie beim Menschen aus. Man spricht daher häufig von bloßer „sozialer Monogamie“ beim Menschen zwecks Abgrenzung von seiner vermuteten polygamen Sexualpräferenz. Diese These ist als „gefühlte Wahrheit“ auch in der Allgemeinbevölkerung verbreitet.
In vielen Kulturen wird diese soziale Monogamie gesellschaftlich als lebenslange monogame Ehe ausgestaltet.

#### Geringe Verbreitung und Erklärungsansätze (Ur- und Frühgeschichte)
Serielle Monogamie hat gegenüber lebenslanger Monogamie den evolutionsbiologischen Vorteil, dass der männliche Partner den weiblichen zwar zunächst während der Schwangerschaft sowie bei der Brutpflege unterstützt, sich beide dann aber auch wieder trennen und mit anderen Individuen paaren, um langfristig hohe genetische Vielfalt zu gewährleisten.
Da es über das soziale Leben der stammesgeschichtlich unmittelbaren Vorfahren des Menschen keine Daten gibt, untersucht man stattdessen „ursprünglich“ lebende menschliche Gesellschaften. Der Anthropologe George P. Murdock veröffentlichte 1949 Untersuchungen zur Sozialstruktur von 238 verschiedenen menschlichen Gemeinschaften auf der ganzen Welt. Dabei war das System der monogamen Ehe in 43 Gemeinschaften vorhanden. Daraus wurde geschlossen, dass vor dem Kontakt mit der westlichen Welt 80 % der menschlichen Gemeinschaften polygyn lebten. Dieser Wert wurde weitestgehend bestätigt, aktuell geht man sogar von eher 85 % aus. Da ein Harem Männern mit Macht und sozialem Status vorbehalten war, lebten aber die meisten Männer mit einer Frau zusammen.
Die Schätzungen von Anthropologen über die geringe Häufigkeit monogamer menschlicher Gesellschaften (10–15 %) lassen sich so interpretieren, dass streng eingehaltene Monogamie eine eher seltene Verhaltensweise in menschlichen Gesellschaften ist. Neuere anthropologische Untersuchungen, wie z. B. von Helen Fisher, zeigen Verhaltensmuster wie Seitensprünge und den Wechsel von Lebenspartnern als in allen Epochen bis zur Frühgeschichte wiederkehrende Merkmale des menschlichen Paarungsverhaltens auf.
Beim Menschen ist das weibliche und männliche Paarungsverhalten sehr variabel und hat sich abhängig von Umwelt- und anderen Faktoren entwickelt. Durch genetische Untersuchungen am X-Chromosom und Autosomen wurden Argumente für Polygynie in der menschlichen Evolution z. B. bei den Aka in Zentralafrikanische Republik, Mandinka in Senegal, San in Namibia, Basken, Han und Melanesier auf Papua-Neuguinea gefunden, wobei sich die Ergebnisse geographisch unterscheiden. Für die Zeit der menschlichen Expansion in Afrika vor 80.000 bis 100.000 Jahren zeigen Untersuchungen der mitochondrialen DNA eine Zunahme der weiblichen, aber keine wesentliche Zunahme der männlichen Population der Frühmenschen. Die Abstammung heutiger Menschen von wenigen Männern wird u. a. als Ergebnis sexueller Selektion gedeutet. Erst vor 18.000 Jahren nahm auch die männliche Population der Menschen zu, was grob mit dem Aufkommen des Ackerbaus zusammenfällt. Aus den Ergebnissen wurde geschlossen, dass mit dem Aufkommen des Ackerbaus eine Veränderung hin zur Monogamie stattfand.
Neuere Untersuchungen deuten darauf hin, dass sich diese „faire Aufteilung der Frauen“ auf die Männer vor allem deshalb in den meisten sesshaften Kulturen durchgesetzt hat, weil sie menschliche Gesellschaften vor Konflikten bewahrt. In denjenigen Gesellschaften ohne soziale Monogamie als Norm wäre demnach in der Vergangenheit von den vielen unzufriedenen Männern ohne Frau viel Gewalt ausgegangen. Außerdem wäre es ohne solche feste Strukturen auch zu mehr Gewalt zwischen erfolgreicheren Männern gekommen. Diese Gewalt hätte die Gesellschaften geschwächt, in ihrer Entwicklung gehindert und so gegenüber den „weiter“ entwickelten monogamen Gesellschaften benachteiligt.

#### Kultur- und Rechtsgeschichte (Antike bis heute)

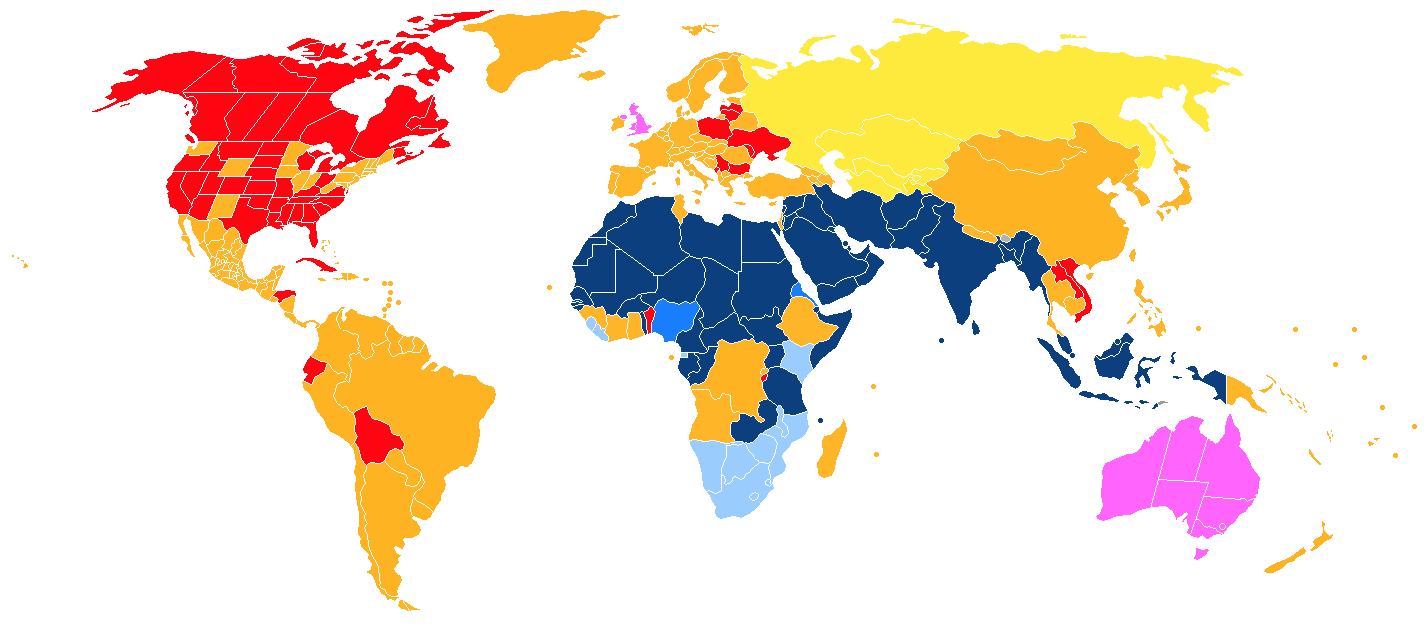
Vielehe ist in rot, orange und gelb markierten Ländern illegal.

Die Bezeichnung Monogamie wird oft auch für die „Einehe“ benutzt, bei der das Rechtsinstitut der Ehe nur für eine Paarbeziehung offensteht und Bigamie, Mehrehe oder Harembildung ausgeschlossen sind. Die Verbindung der Begriffe Monogamie und Ehe ist heute in der westlichen Welt aber eher unüblich; stattdessen wird die Bezeichnung Monogamie häufig für die Art des Zusammenlebens in einer Partnerschaftverwendet (unabhängig von der Rechtsform) oder für die individuelle Sexualpräferenz.
Das Römische Eherecht mit dem Idealbild der Monogamie prägte über Jahrhunderte die europäische Kulturgeschichte. Unabhängig von staatlichen Regelungen gab es Hochzeitsriten, wie etwa die römische Hochzeit. Eine besonders strenge gesetzliche Regelung war die Lex Iulia et Papia aus der Zeit des Augustus, die über 500 Jahre lang galt.

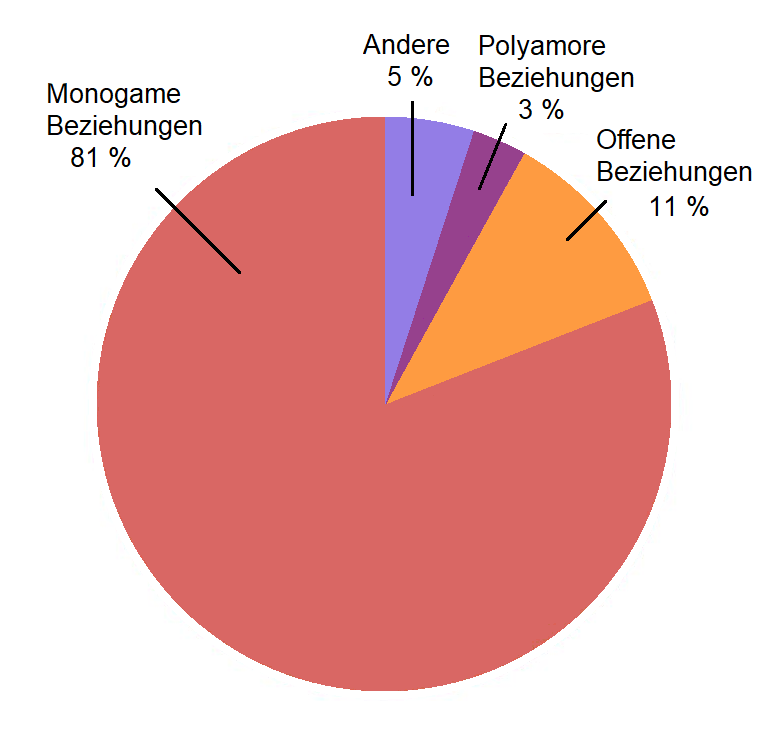
Formen von Beziehungen (Befragung von 1100 Teilnehmern, von denen sich 802 in Partnerschaften befanden; Schweiz 2018/2019).

Das Eherecht der katholischen Kirche schreibt die Einehe vor. Direkt oder indirekt auf diesem basieren Gesetze wie das am 1. Januar 1900 in Kraft getretene Bürgerliche Gesetzbuch (BGB) § 1306 in Deutschland. Ähnliche Gesetze gegen die Vielehe gibt es in vielen Staaten der Erde.
Einzelne Rechtssysteme sanktionieren sowohl das Eingehen einer Mehrehe als auch den Ehebruch. Bis ins Jahr 2011 gab es zum Beispiel in Malta keine Möglichkeit der Scheidung. Die Erwartung der ehelichen Treue besteht in einigen Kulturen sogar über den Tod eines Ehepartners hinaus.

## Demografische Voraussetzungen
Ist heterosexuelle Monogamie als Norm mit den natürlichen Gegebenheiten vereinbar, oder anders ausgedrückt: gibt es ein ungefähres zahlenmäßiges Gleichgewicht zwischen heiratsfähigen Männern und Frauen? Schon im 18. Jahrhundert behandelte Johann Peter Süßmilch (1707–1767), der als Begründer der Demographie in Deutschland gilt, das Thema in seinen „Betrachtungen über die göttliche Ordnung in den Verhältnissen des menschlichen Geschlechts, aus der Geburt, dem Tode und der Fortpflanzung desselben erwiesen“. Er zeigte mit Statistiken, dass die Überzahl der Knaben bei Geburt durch ihre höhere Sterblichkeit ausgeglichen wird. Weil nun etwa im Alter von 20 Jahren das Gleichgewicht erreicht wird, bejahte er die Frage.
Süßmilchs These ist richtig, wenn die Bevölkerung konstant ist. Bei Wachstum muss aber die Wachstumsrate zusammen mit dem unterschiedlichen Heiratsalter von Männern und Frauen berücksichtigt werden. Eine Bevölkerung, die sich längere Zeit ohne Störungen durch Kriege oder andere Katastrophen und ohne markante Änderung des Reproduktionsverhaltens entwickelt hat, zeigt eine charakteristische Altersverteilung, die durch die altersspezifische Sterblichkeit und durch die Wachstumsrate bestimmt ist. Sie hat die Form einer Pyramide. Wenn nun die Frauen im Mittel früher heiraten wollen als die Männer, dann gibt es auf dem Heiratsmarkt mehr Frauen als Männer. Man spricht dann von einem Heiratsengpass für Frauen.
Bedingt durch das Bevölkerungswachstum gab es im 19. und frühen 20. Jahrhunderts einen Heiratsengpass für Frauen in den meisten Ländern Europas. Es wird geschätzt, dass damals in Europa etwa 10 % der Frauen nie geheiratet haben. Eine Studie in der Stadt Bologna ergab, dass dort sogar 27 % der Frauen im Alter von 50 Jahren noch ledig waren. Im viktorianischen England beklagte man die „ungeheure und wachsende Zahl alleinstehender Frauen in der Nation, eine Zahl, die in ihrer Disproportion und Anomalie anzeigt, dass die Gesellschaft krank ist“. 
Ein Heiratsengpass für Frauen hat zu Folge, dass viele Frauen zeitlebens ledig bleiben oder in erster Ehe einen verwitweten oder geschiedenen Mann heiraten. Witwen und geschiedene Frauen haben dann nur eine geringe Chance, einen neuen Partner zu finden. Einschlägige Daten für das Deutsche Reich, die vom Statistischen Reichsamt publiziert wurden, findet man bei August Bebel. Danach gab es im Jahr 1900 im Deutschen Reich 152 659 Witwen, aber nur 46 931 Witwer sowie 21 901 geschiedene Frauen und nur 8 590 geschiedene Männer im Alter bis 40.
Für die Zeit nach 1980 gibt es demographische Daten zum Familienstand aus fast allen Ländern im Demographischen Jahrbuch der UNO von 1992. Ein Vergleich zwischen europäischen Ländern und Ländern in Lateinamerika mit schnell wachsender Bevölkerung zeigt, dass es nur in diesen in den 1980er Jahren immer noch einen Heiratsengpass für Frauen gab (Tab. 1).
| Tabelle 1 | Bolivien | Guatemala | BRD     | CSSR   |
| --------- | -------- | --------- | ------- | ------ |
| Frauen    | 11'300   | 16'475    | 189'443 | 59'580 |
| Männer    | 3'700    | 3'958     | 152'237 | 51'583 |
| Quotient  | 3,1      | 4,2       | 1,24    | 1,16   |
|           |          |           |         |        |

Tabelle 1: Zahl der geschiedenen und getrennten Personen im Alter von 35 bis 39 Jahren im Jahr 1988 in Ländern mit und ohne Bevölkerungswachstum.

### Serielle Monogamie
Die zunehmende Freiheit in der Partnerwahl in der Kultur der westlichen Neuzeit sowie die Einfachheit von Scheidung und Wiederverheiratung innerhalb des gleichen nationalen Rechtssystems haben zu einem Anstieg der sogenannten „seriellen Monogamie“ geführt. Bei der seriellen Monogamie haben Personen mehrere aufeinanderfolgende monogame Beziehungen, die nach einer gewissen Zeit beendet werden.
Serielle Monogamie kann aus patriarchaler Sicht als eingeschränkte Polygynie aufgefasst werden, die einer Befriedung der breiten Masse von Männern und damit den Interessen der Elite einer Gemeinschaft dient.